# Synagis vicaria
Synagis vicaria är en stekelart som beskrevs av Stadelmann. Synagis vicaria ingår i släktet Synagis och familjen Eumenidae. Inga underarter finns listade i Catalogue of Life.